# Henri Allouard
Henri Émile Allouard, dit Henri Allouard, né à Paris dans l'ancien 10e arrondissement le 11 juillet 1844 et mort à Paris 15e le 12 août 1929, est un sculpteur, médailleur et peintre français.

## Biographie

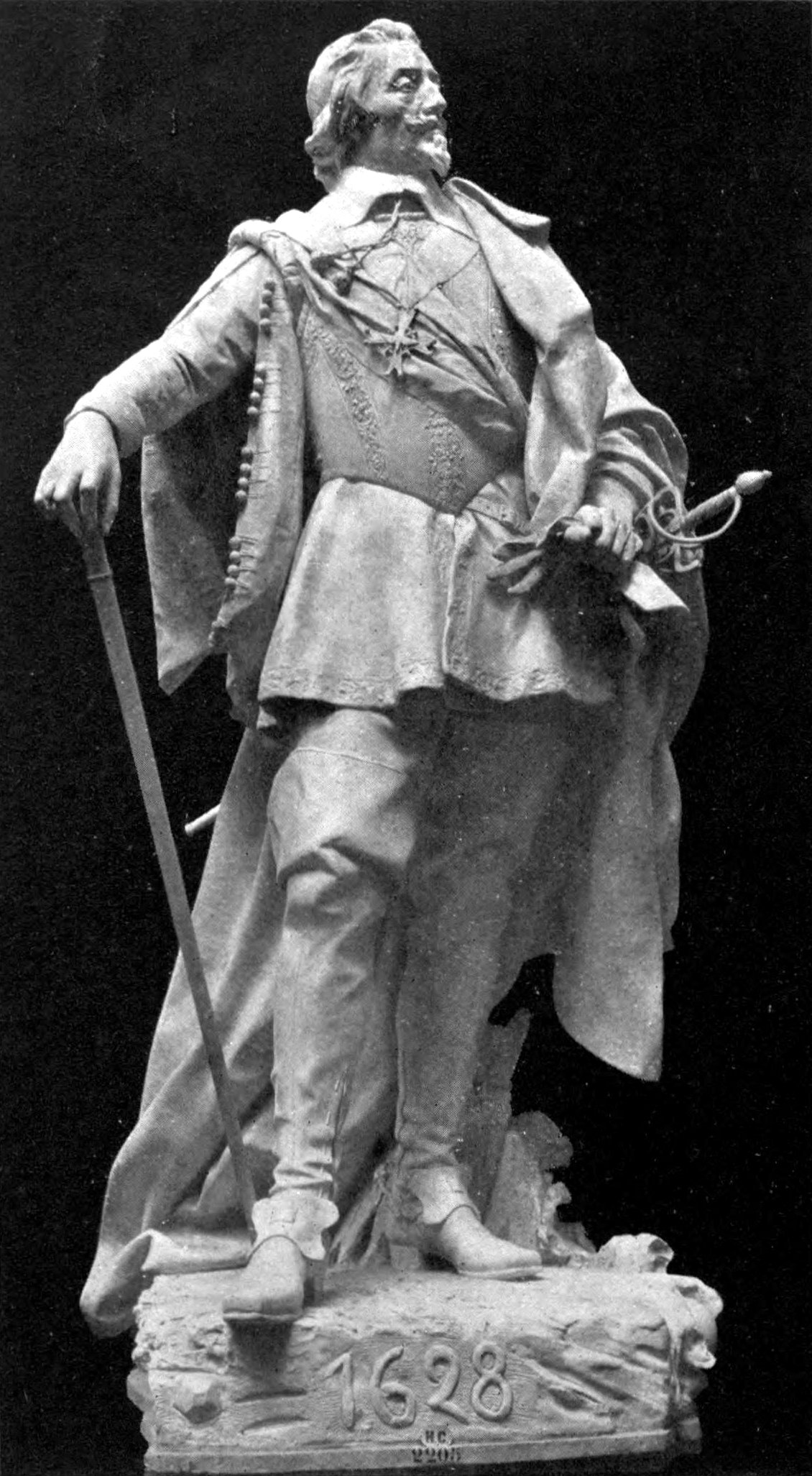
Richelieu à La Rochelle, Salon de 1905.

Disciple de Alexandre Schoenewerk et Eugène-Louis Lequesne, Henri Allouard expose au Salon des artistes français de 1865 à 1928. Il est venu assez tard à la sculpture, puisqu'il fut libraire jusqu’en 1872, avant de pouvoir vivre de son art.
À partir de 1889, il fait partie du jury de sculpture et des arts décoratifs au Salon. Participant aux divers Expositions universelles en commençant par celle du 1889, il en obtient la médaille d'or en 1900.
Connu pour ses combinaisons des marbres polychromes et du bronze, il travaille aussi la terre-cuite, l'ivoire ainsi que les métaux précieux.
Il est représentatif du courant de la sculpture néo-baroque.
Également peintre et pastelliste, il pratique les genres de la peinture d'histoire, du paysage et de la nature morte. Il est auteur des décors peints au Panthéon, à l'Opéra et à l'hôtel de ville de Paris.
En 1904, il est président de l'association Parisiens de Paris.
Henri Allouard s'implique aussi dans les cours bénévoles de l'École normale d'enseignement du dessin (dite de la rue Vavin) et située au no 19 de cette voie : son atelier était d'ailleurs situé au no 28 bis de la rue Vavin.
Il est inhumé à Paris au cimetière du Père-Lachaise (32e division).

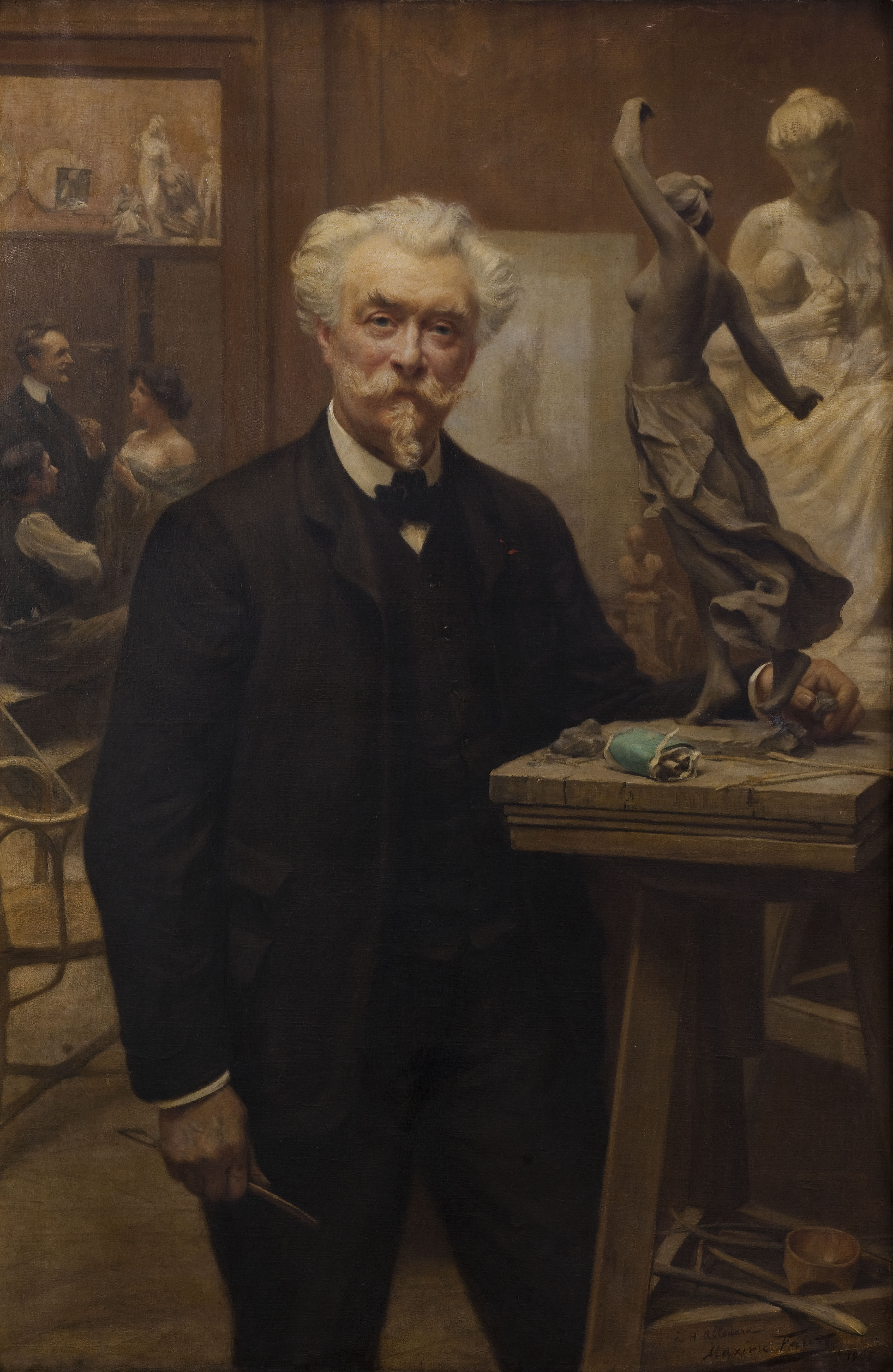
Léon Eugène Maxime Faivre, L'atelier du sculpteur Henri Allouard, 1905 (Paris, Petit Palais)

## Distinctions
Henri Allouard est nommé chevalier dans l'ordre national de la Légion d'honneur par décret en date du 5 septembre 1889 et promu officier, du même ordre, par décret du 11 octobre 1906.

## Collections publiques
En France
- Blérancourt, musée national de la coopération franco-américaine : Projet de fontaine pour la Maison-Blanche à Washington, 1881, galvanoplastie et terre cuite[7]
- Bordeaux, musée des beaux-arts :Lutinerie, 1888, groupe en marbre[8]
- Boulogne-sur-Mer : Monument au général San Martin, 1909, statue équestre en bronze[9] ;
- Chartres : Monument à Noël Ballay, 1904, groupe en bronze, envoyé à la fonte en 1942 sous le régime de Vichy. Un nouveau bronze à partir du moulage qui avait été effectué sur le groupe original avant sa destruction est inauguré en 1950[10] ;
- Chartres : Monument aux morts de 1870, 1901, en collaboration avec Georges Loiseau-Bailly et Eugène-Jean Boverie[11] ;
- Nantes : L’Artilleur et Le Fusilier colonial, 1897, deux des figures du socle du monument aux Morts de la Guerre de 1870, réalisé en collaboration avec Georges Bareau, Charles Lebourg et Louis Baralis[12] ;
- Paris, hôtel de ville : peintures murales ; statue d'Étienne Boileau[13]
- Paris, musée d'Orsay : Femme de race Foulha, 1904, bronze[14] ;
- Paris, Opéra Garnier : peintures murales ;
- Paris, Panthéon : peintures murales ;
- Paris, place du Panthéon : Monument à Pierre Corneille, 1906. La statue en bronze, détruite en 1942, est remplacée en 1952 par une statue en pierre conçue par Gabriel Rispal[15] ;
- Paris, théâtre de l'Odéon : La Comédie, 1891, marbre. Le modèle en plâtre reçoit une médaille d'argent à l'Exposition universelle de 1889[16] ;
- Pau, musée des beaux-arts : Bacchus enfant, 1881, marbre ;
- Sommevoire, Jeanne d'Arc, dans l'église Notre-Dame.

En Guinée
- Conakry : Monument à Noël Ballay, 1908, groupe en bronze. Le monument est une variante plus élaborée de celui de Chartres[17].

## Galerie

Œuvres d'Henri Allouard
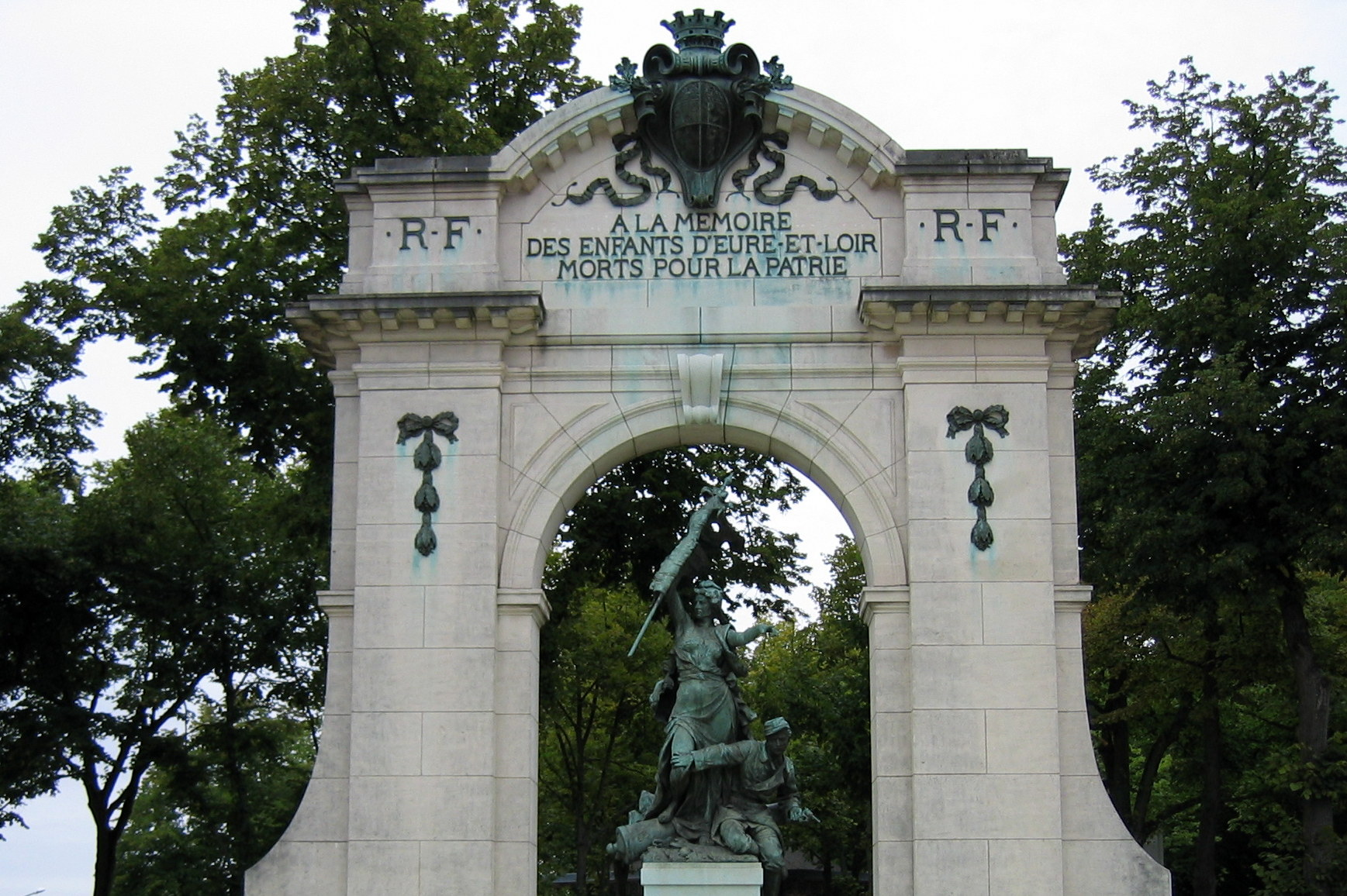
Monument à la mémoire des enfants d'Eure-et-Loir morts pour la patrie, Chartres (1901).
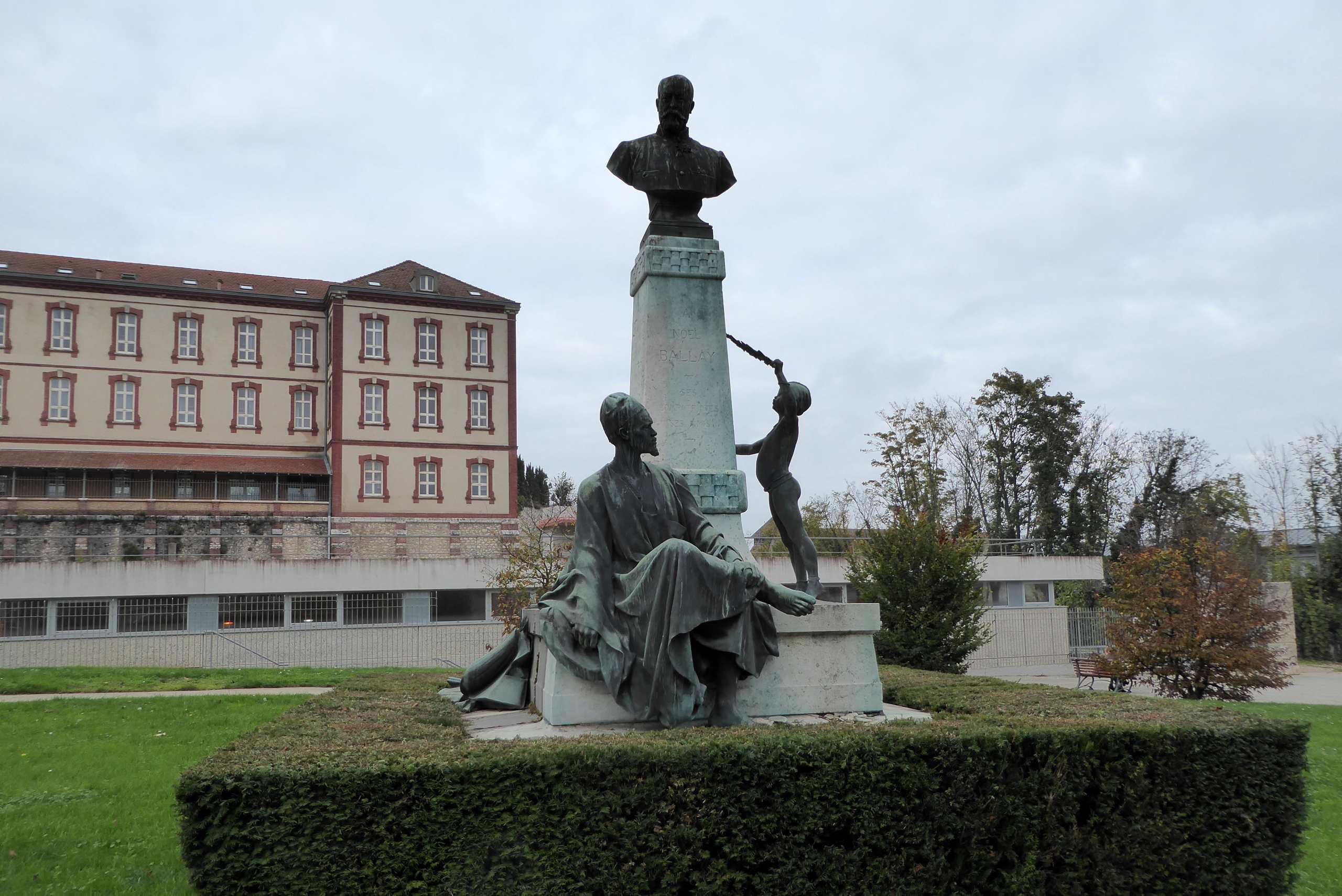
Statue de Noël Ballay à Chartres, Eure-et-Loir (1904).
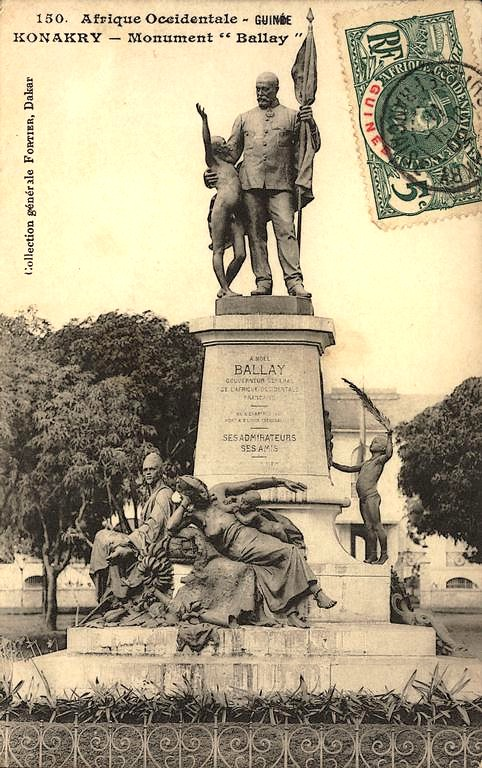
Monument à Noël Ballay (1908), Conakry (Guinée).
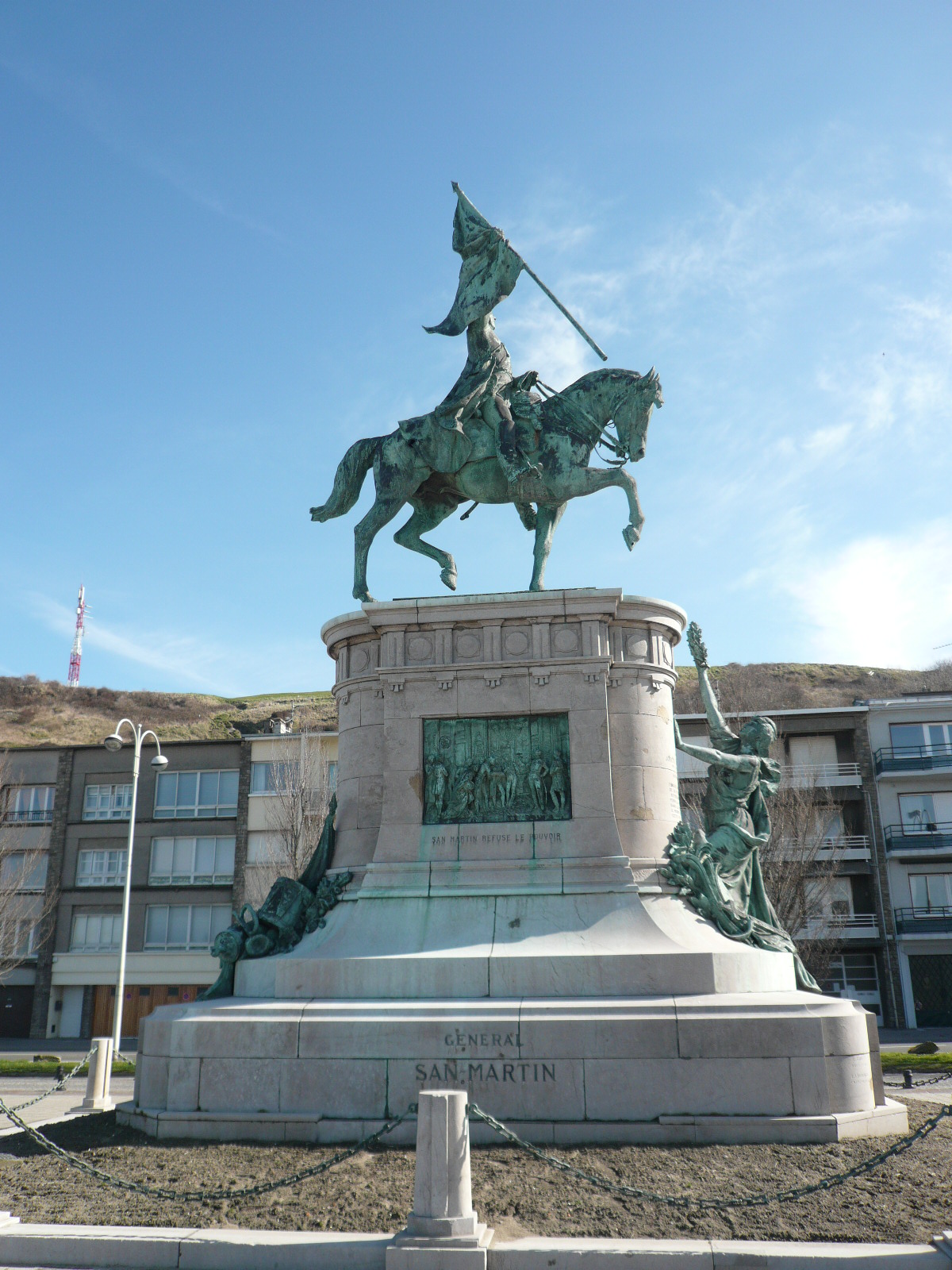
Monument au général San Martin (1909), Boulogne-sur-Mer.
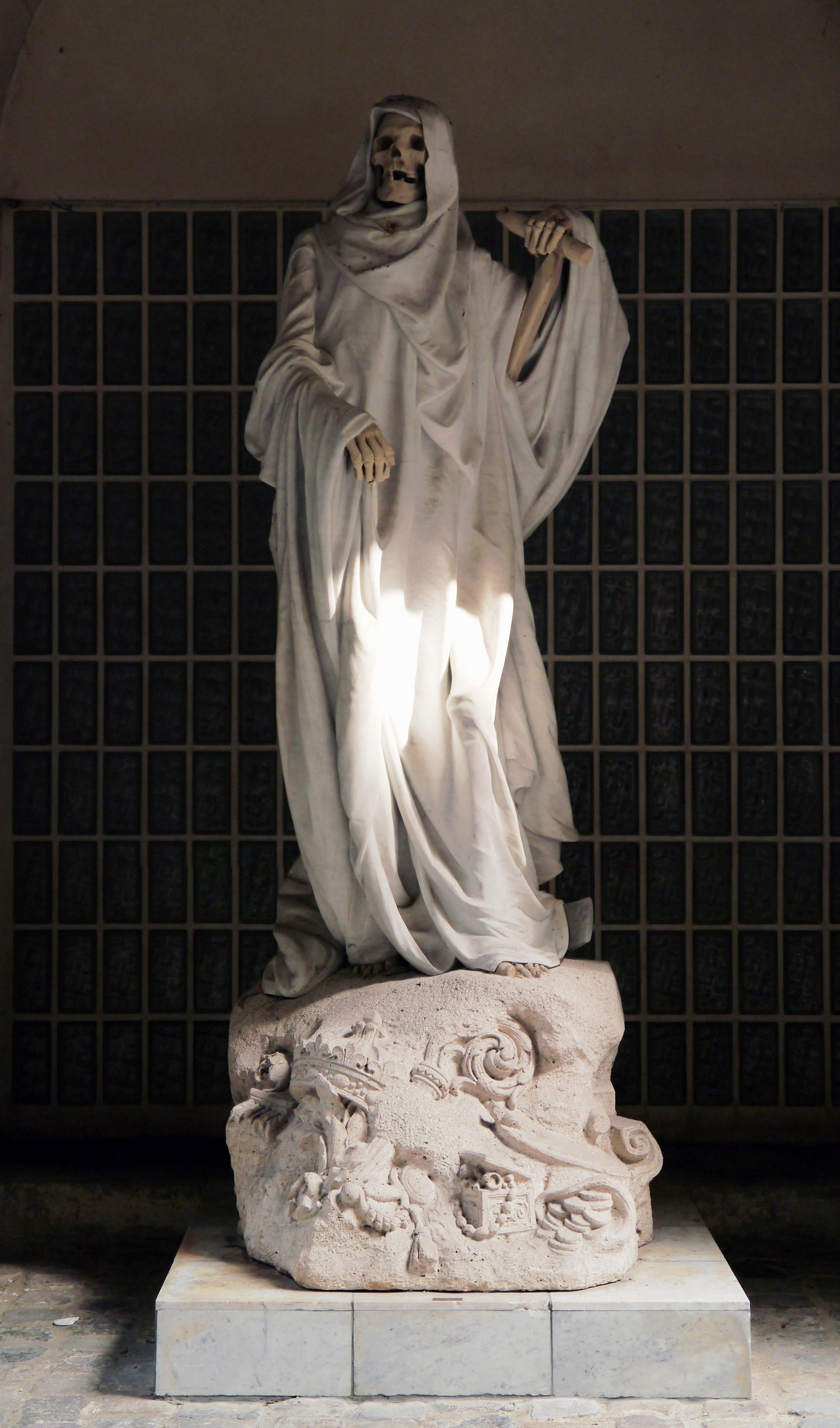
La Mort (1910), couvent des Cordeliers de Paris.

## Salons et expositions
- Salon de 1865
- Salon des artistes français de 1881
- Exposition universelle de 1889 à Paris (médaille d'argent)
- Exposition universelle de 1900 à Paris (médaille d'or)
- Salon des artistes français de 1928